# Sectoria heterognathos
Sectoria heterognathos is een straalvinnige vissensoort uit de familie van de bermpjes (Nemacheilidae). De wetenschappelijke naam van de soort is voor het eerst geldig gepubliceerd in 1999 door Chen.